# Шиття

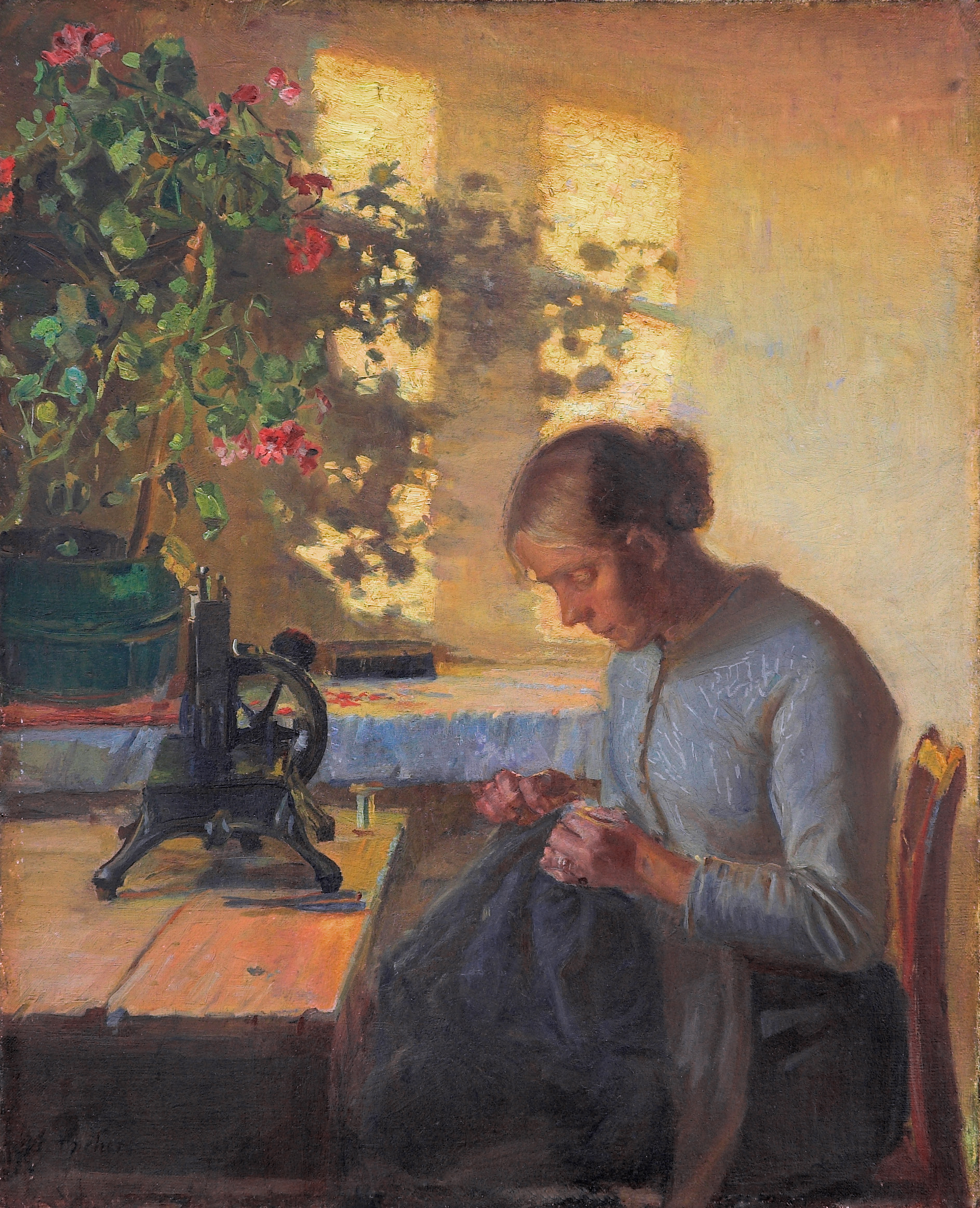

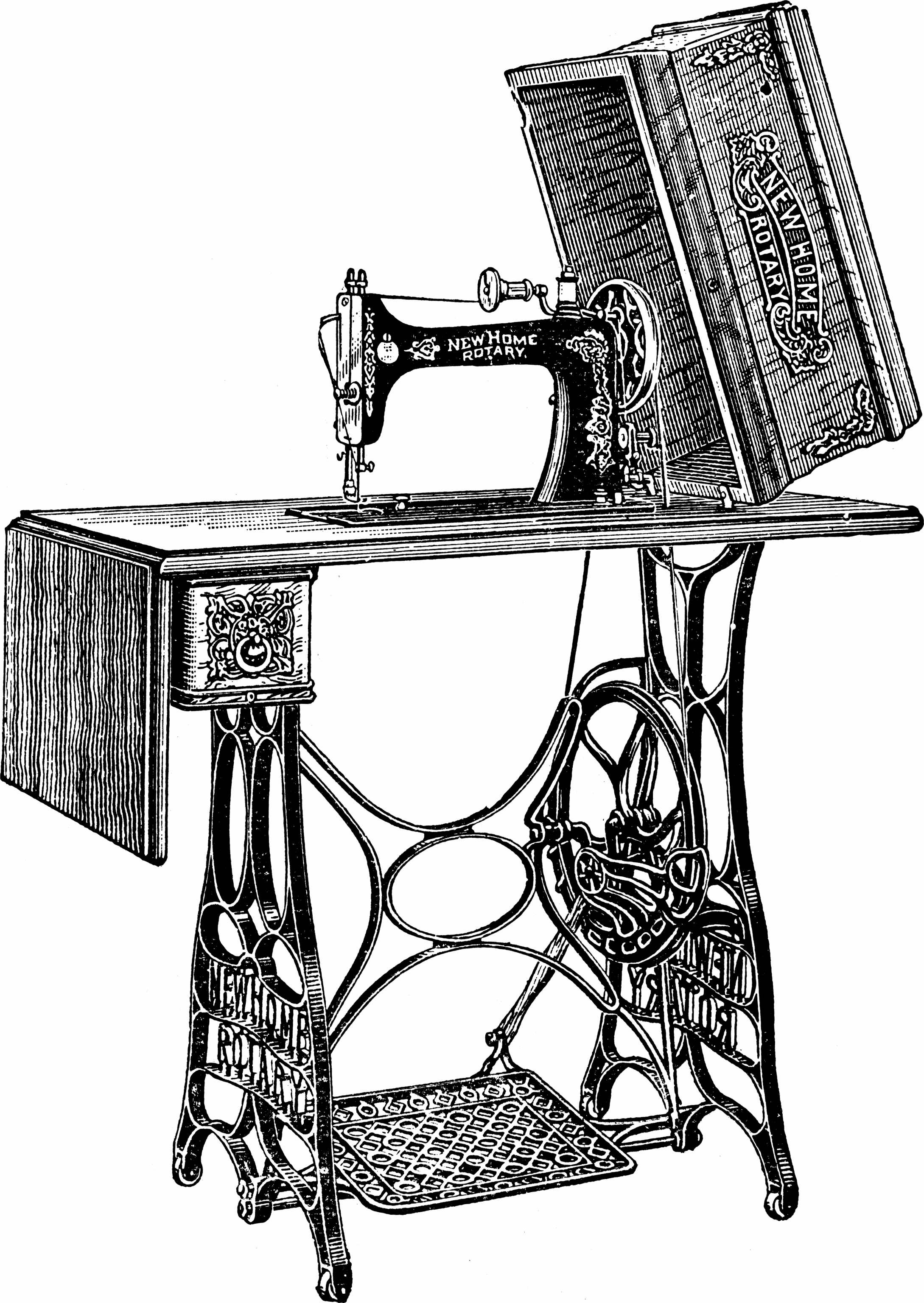

Шиття́ — вид ручної праці. Являє собою створення на матеріалі (тканині, шкірі) стібків і швів за допомогою голки й ниток, волосінні тощо. Одна з найдавніших технологій виробництва, що виникла ще в кам'яній добі. До винаходу пряжі і тканих матеріалів одяг шився з хутра і шкур тварин за допомогою голок з кісток або рогів і «ниток» із сухожиль, вен або кишок тварин.